# Martin Dougiamas
Martin Dougiamas (sinh tháng 8 năm 1969), sống tại Pearth, Úc là một nhà giáo dục và là một nhà khoa học máy tính. Công việc của anh đã có tác động quan trọng đến sự hình thành mô hình dạy và học trực tuyến với phần mềm Moodle, một hệ quản trị đào tạo.
Do không hài lòng với hệ thống LMS/LCMS thương mại WebCT trong trường học Curtin của Úc, Martin đã quyết tâm xây dựng một hệ thống LMS mã nguồn mở hướng tới giáo dục và người dùng hơn. Từ đó đến nay Moodle có sự phát triển vượt bậc và thu hút được sự quan tâm của hầu hết các quốc gia trên thế giới và ngay cả những công ty bán LMS/LCMS thương mại lớn nhất như BlackCT (BlackBoard + WebCT) cũng có các chiến lược riêng để cạnh tranh với Moodle.